# 883

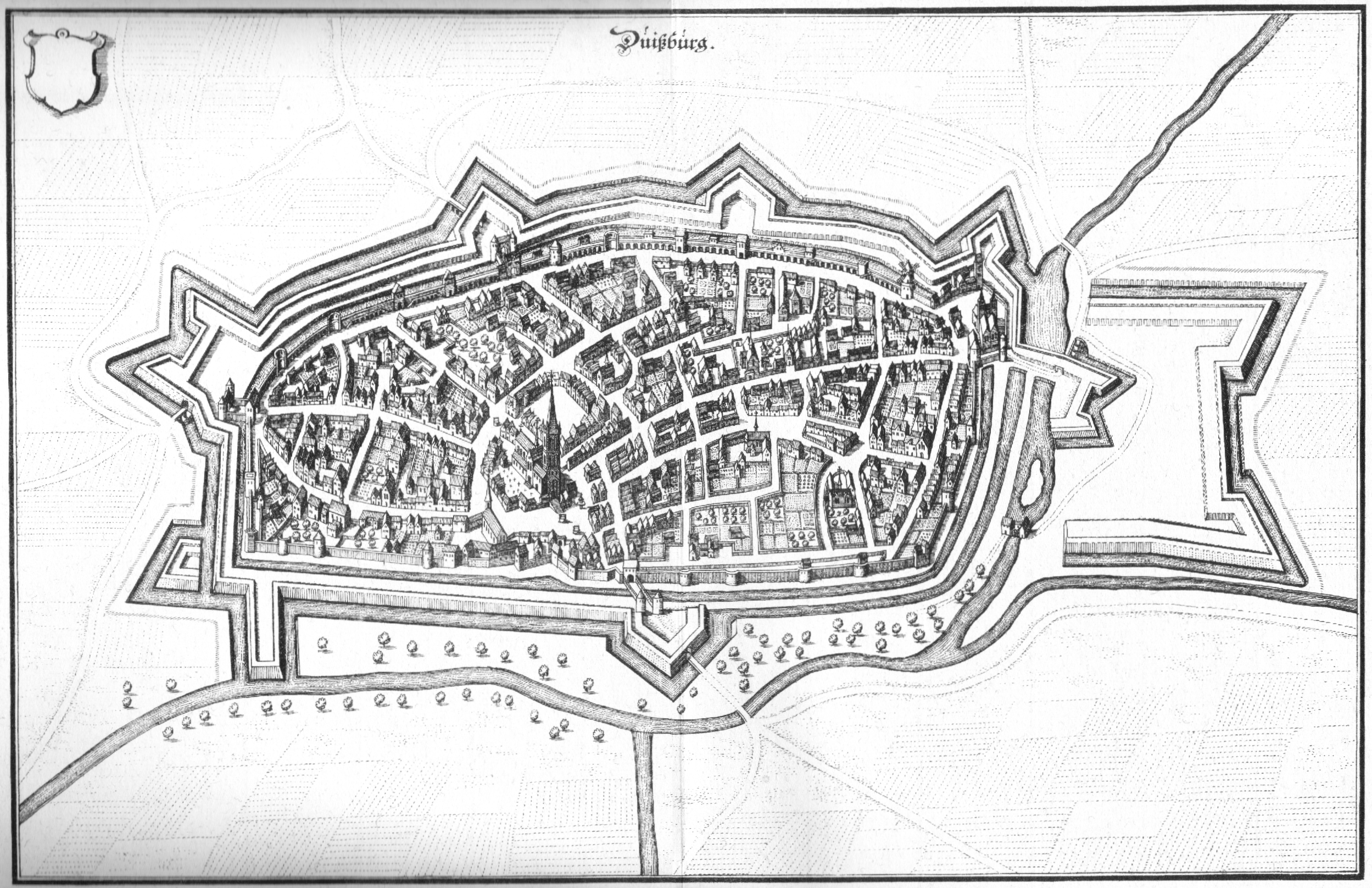
Duisburg door Matthäus Merian (1647)

Het jaar 883 is het 83e jaar in de 9e eeuw volgens de christelijke jaartelling.

## Gebeurtenissen

### Europa
- Voorjaar - De Vikingen voeren een rooftocht in Vlaanderen en plunderen de abdij van Saint-Quentin. Koning Karloman II blokkeert hen de doorgang bij Laviers aan de rivier de Somme.
- Slag bij Leuven: Frankische troepen (vermoedelijk) onder leiding van Hendrik van Saksen verslaan bij Leuven (huidige België) plunderende Vikingen.
- Na een eeuw van plunderingen door de Vikingen moet het klooster van Lindisfarne worden achtergelaten. Cuthberts resten worden door de monniken meegenomen naar Durham.
- Eerste schriftelijke vermelding (geschreven door Regino van Prüm) van Duisburg.

### Arabische Rijk
- De opstand van de Zanj (zwarte slaven afkomstig uit Noord- en Oost-Afrika) wordt in het zuiden van Irak neergeslagen door de Abbasiden.

## Religie
- De abdij van Monte Cassino wordt door de Saracenen geplunderd en in de as gelegd. Sommige benedictijnse monniken weten te ontsnappen naar Teano.
- Radbod (883 - 915) volgt Bertulf op als aartsbisschop van Trier.

## Geboren
- Burchard II, hertog van Zwaben (of 884)

## Overleden
- Bertulf, aartsbisschop van Trier